# Planta carnívora
Les plantes carnívores, també anomenades plantes insectívores, són plantes que obtenen part dels seus nutrients a partir d'insectes i d'altres petits invertebrats que capturen a través de les seves trampes.

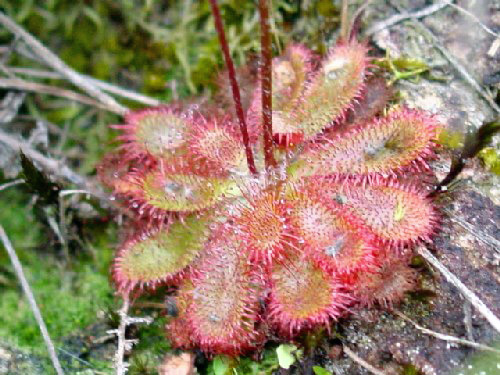
Drosera montana.

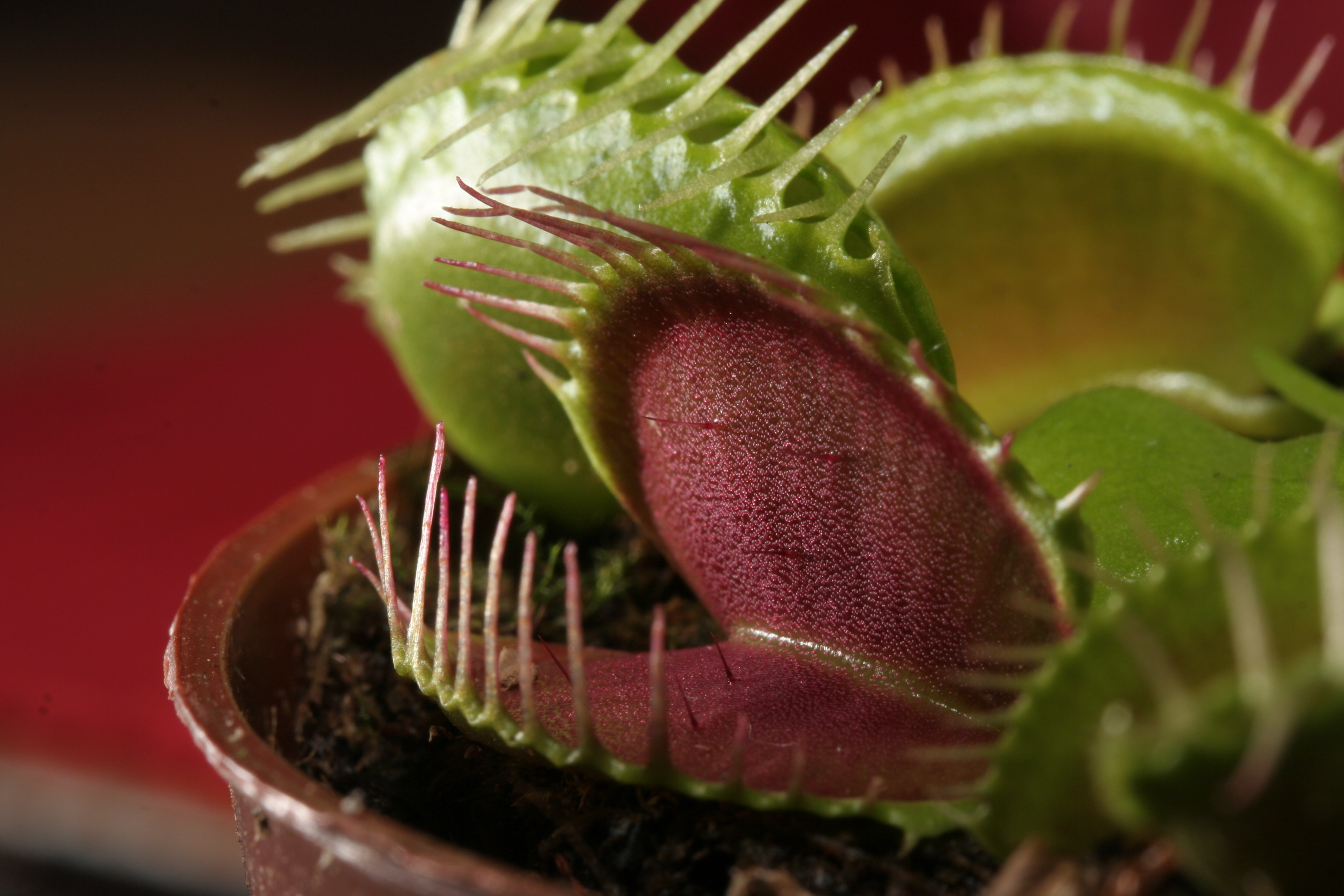
Dionaea muscipula, també anomenada Venus atrapamosques.

## Particularitats
Les plantes carnívores es poden trobar gairebé en tots els continents, ja que poden viure en climes molt variats, des de zones amb clima tropical fins a zones fredes.
Normalment viuen en torberes, aigües estancades o pantanoses poc profundes, que són ambients amb manca de nutrients (sobretot de nitrogen), pel que suposa un avantatge el poder obtenir-ne de les seves preses. Aquestes plantes s'alimenten de formigues, mosques i mosquits, entre altres insectes.
Com totes les plantes, les plantes carnívores necessiten llum i aigua per poder viure. Dels animals capturats extreuen nutrients però no energia.
Les plantes carnívores són plantes amb flors, per tant la reproducció la fan mitjançant el fruit.

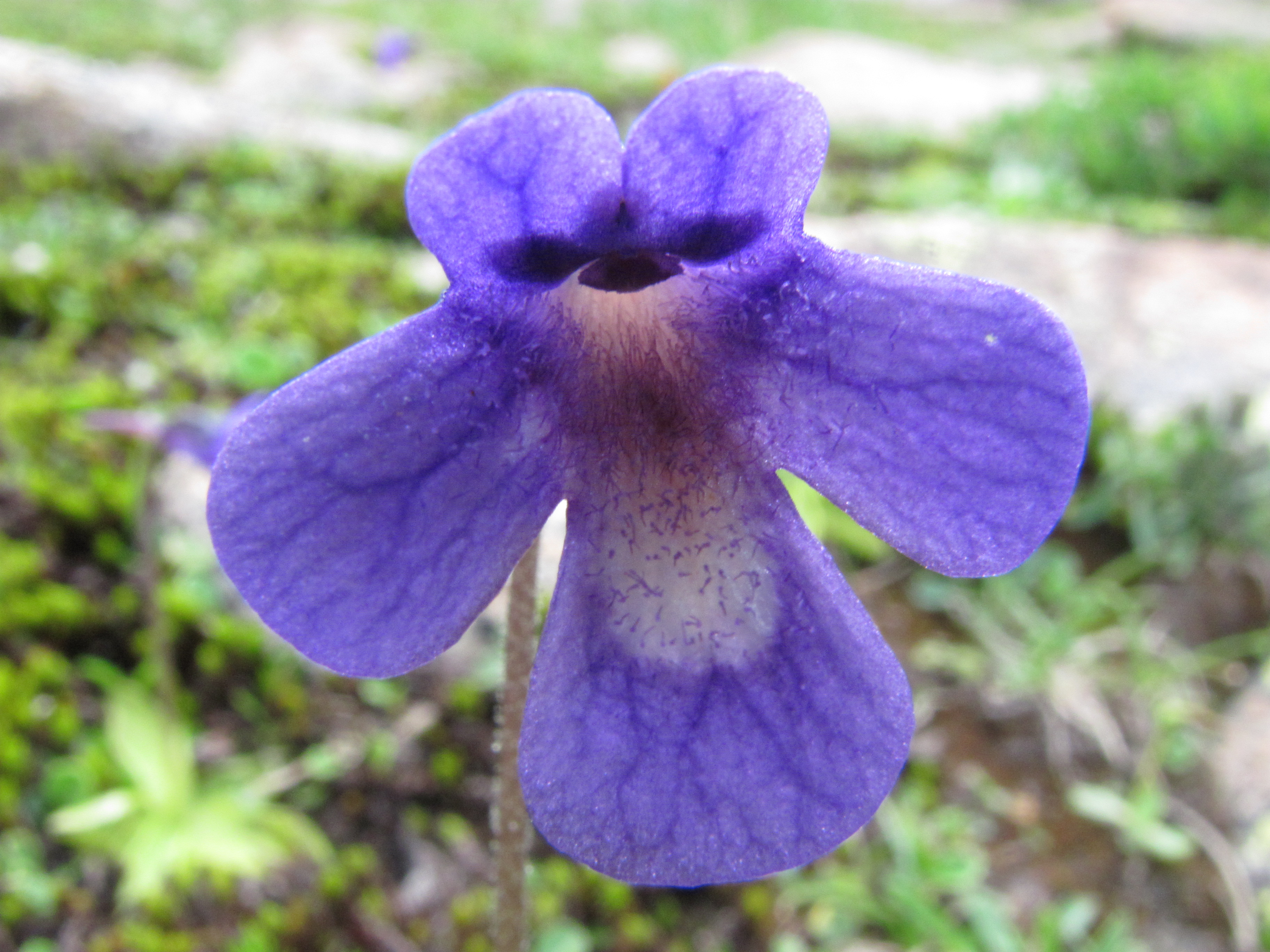
Flor de pinguicula.

A la península Ibèrica es troben algunes plantes carnívores com la Drosera rotundifolia o la Pinguicula nevadensis.

## Tipus de trampes
- Trampes de gerro: són trampes passives dissenyades perquè la víctima rellisqui i caigui al fons d'una fulla amb forma de gerro on hi ha els enzims que la digeriran. Estan presents en el gènere Nepenthes, Cephalotus, Darlingtonia, Heliamphora i Sarracenia.
- Trampes enganxoses: poden ser actives o passives. La fulla disposa de pèls amb mucílag que atrauen els insectes i els atrapen en quedar-s'hi enganxats. En alguns casos, a més, la fulla s'enrotlla al voltant de l'insecte. Es troben en els gèneres Drosera, Drosophyllum, Triphyophyllum, Byblis i Pinguicula.
- Trampes maxil·lars: les fulles tenen forma de boca. En quant detecten una presa a dins gràcies a uns pèls sensibles, es tanca i allibera els enzims necessaris per digerir-la. Per tant, són trampes actives. Són presents en el gènere Dionaea i Aldrovanda.
- Trampes de nansa: semblants a les trampes de gerro, són trampes passives que permeten l'entrada de l'insecte però n'impossibiliten la sortida gràcies a uns pèls que dirigeixen les preses cap a la zona on serà digerida. El nom ve de la tècnica de pesca amb nansa. Aquest tipus de trampa és present en el gènere Genlisea.

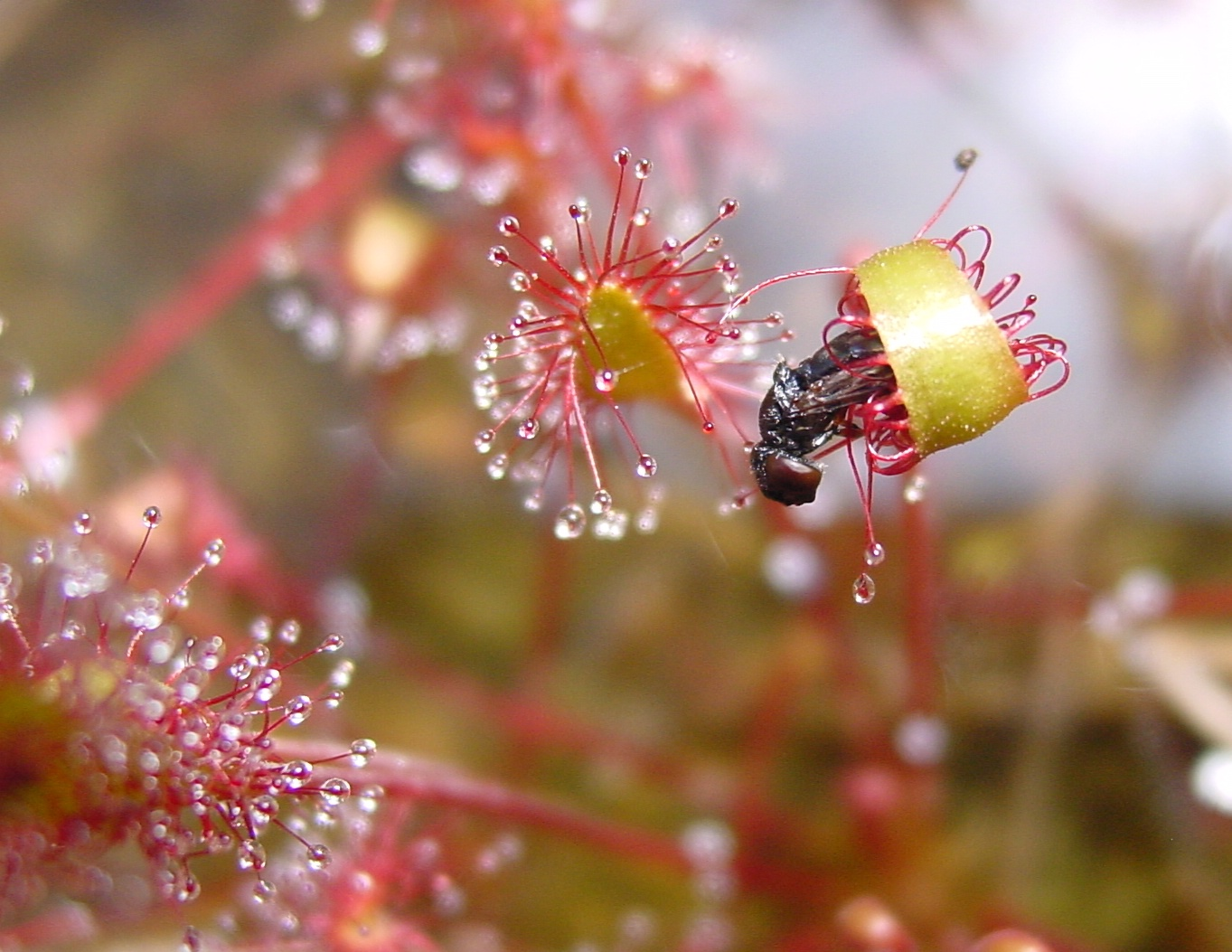
Drosera amb trampa enrotllada al voltant d'una víctima.

## Gèneres
La majoria de les plantes carnívores no estan relacionades taxonòmicament entre elles. S'agrupen en sis famílies botàniques que comprenen fins a 14 gèneres diferents i unes 600 espècies en total.
- Aldrovanda
- Brocchinia
- Byblis
- Catopsis, només una espècie, la Catopsis berteroniana
- Cephalotus
- Darlingtonia (Darlingtonia californica)
- Dionaea
- Drosera
- Drosophyllum
- Genlisea
- Heliamphora
- Nepenthes
- Pinguicula
- Roridula
- Sarracenia
- Triphyophyllum
- Utricularia

Plantes carnívores extintes: 
- Archaeamphora
- Droserapollis
- Droserapites
- Droseridites
- Fischeripollis
- Palaeoaldrovanda
- Saxonipollis